# 眼球中央電視台
眼球中央電視台（英語：Eye Central Television），是臺灣網路媒體「廠廠創意」在YouTube所開設的频道，于2015年8月5日註冊，同日開播，在YouTube的簡介號稱“中華民國國家電視台，為政府喉舌”，“全面深化島內思想改革、全面落實只說政府好話、全面檢討反政府言論、全面奉承領導人馬、全面樂觀看待國家危難”。
該頻道主要製作「央視一分鐘」和「新聞聯播」系列的影片，視網膜（本名陳子見）為節目的主播，在新聞中常自稱「中華民國官媒」，模仿中國中央電視台的報導形式製作如同新聞報導的惡搞影片及串流直播，內容係以對大中國主義與保守陣營思想的惡搞口吻，闡述海峽兩岸政治、公共議題為主。
此頻道從2023年6月1日起停止更新，頻道停更原因之一據《鏡周刊》報導，是因為陳子見此前頻繁被一名女員工性騷擾，甚至被其造謠兩人存在親密關係，不堪其擾。

## 成立目的
电视台主播陈子见在接受媒体采访时称，眼球中央电视台意在表達時至今日的《中華民國憲法》的部分法條與台灣現實的反差，暗諷《憲法》中的領土範圍極大化，凸顯現在《憲法》的“荒謬”，以及三民主義統一中國、解救淪陷區災胞的不合時宜。

## 製作團隊

### 製作起源
後來的眼球中央電視台主播「視網膜」（本名陳子見）因好奇中華人民共和國政府的統戰，於2015年參加在中國大陸福建泉州舉行的「第二屆海外旅遊記者實習計畫暨挑戰賽」（中國大陸稱之為「第二屆海峽兩岸高校大學生記者挑戰賽」），並看到了中國中央電視台的「新聞聯播」節目，對中國大陸媒體對中國共產黨領導人的歌功頌德感到非常好笑，於是私下模仿央視主播的歌頌行為。
後來的製作人「動眼神經」（本名何姍蓉）與主播「視網膜」正是在該挑戰賽上認識，當時參賽者之間成立了各式各樣的微信群組溝通聊天。參賽者之一的何姍蓉有一天沒開網路，後來登入微信發現微信群組積累了幾百條訊息，於是詢問組內有沒有人願意幫忙整理微信群組內容，陳子見便模仿中國中央電視台新聞主持人的口吻播報訊息內容自告奮勇，此種模仿形式成為日後眼球中央電視台的製作基礎。
在活動期間，中國大陸官員每天聚集學生吃飯時，一定要先高歌《兩岸一家親》，讓台灣學生感到反感，就討論回台後要來做類似的網路新聞節目反統戰，因為陳子見曾經得眼疾緣故，名稱就起名為「眼球中央電視台」。

### 團隊組成
最初由「視網膜」擔任主播，「動眼神經」以及「臥蠶」、「瞳孔」、「虹膜」、「淚點」、「盲點」、「中央小窩」、「水晶體」、「麥粒腫」等人組成團隊成員，2019年10月「眼肉芽」以主播身份加入团队，均以眼睛相關事物做為暱稱而不使用本名，平均年齡仅24歲，團隊成員包含台灣人與中國大陸人，成員遍布世界各地，一些透過朋友介紹認識而加入的成員甚至從未與其他成員見面，僅通過網路進行討論和完成工作。2017年9月3日，主播視網膜表示，因隨著朋友陸續畢業或就業，團隊變為4人。

### 製作規劃
製作人「動眼神經」及主播「視網膜」曾指出，製作風格上，以諷剌手法自詡為中國「官媒」，是希望透過「中華民國大陸淪陷重災區、香港特別淪陷區、台灣自由地區」等反諷字眼，來凸顯當前中華民國憲法的荒謬，並讓民眾重新討論什麼是中華民國，以及引發觀眾對政治、社會議題的興趣。该台也同样表示不会支持任何一个特定政治派别。並說明目標族群是35歲以下的年輕人，因為「他們也許認同錯亂或正在形塑認同，對國家認同還不到根深柢固的階段，可以經過各種討論重新建構。」

### 商業模式
製作團隊並於2017年的一次專訪中表示，沒有很積極規劃獲利的商業模式：「我們對於商業配合有很多顧慮，因為我們希望跟觀眾建立信任感，而我們的觀眾群不會因為他們信仰央視，就覺得我們每一句話都是對的。收了錯誤的廠商錢，會傷害這種信任感，觀眾就會退站。」

### 停止更新
2023年4月9日，陳子見證實眼球中央電視台將從當年6月起停止更新，最後一期節目為當年5月31日播出的最終回「新聞聯播」。同年6月MeToo運動在台灣延燒之下，《鏡周刊》報導頻道停更的原因之一是因為陳子見此前頻繁被一名女員工性騷擾，甚至被其造謠兩人存在親密關係，不堪其擾。

## 報導風格
報導內容多具有惡搞風格的政治正確與自我審查，例如：
- 主張「中華民國是唯一正統中國」，並遵守中華民國憲法，主張中華民國的秋海棠版圖，蔡英文為中國總統。[10]
- 將中國大陸稱為「中華民國大陸淪陷重災區」，大陸人民稱為「大陸災胞」，香港和澳門稱為「特別淪陷區」，香港特區政府稱為「香港傀儡政府」，中聯辦稱為「匪聯辦」，國台辦稱為「匪台辦」，臺灣則稱為「中華民國臺灣自由地區」，臺北市是「臨時偏安首都」。[16]
- 聲稱中華民國派出四個分隊參加2016年夏季奧林匹克運動會，分別為中華民國台灣自由地區總隊、中華民國大陸淪陷地區災民隊、中華民國香港特別淪陷隊及中華民國蒙古分隊。[17][18][19][20]2020年夏季奥林匹克运动会期间更是声称除了原本的四個分隊另外派出“中华民国ROC分队”（俄羅斯因禁藥問題而在2020東京奧運使用俄羅斯奧林匹克委員會代表參賽而其缩寫與中華民國同樣為ROC）。
- 聲稱反對同性婚姻[9]。
- 修改畫面，例如為影像加上粗糙的馬賽克、消音、故意替換名詞的錯誤翻譯等。例如修改中國中央電視台發布的「孫中山先生一百五十周年誕辰紀念大會」直播影片，將「全體起立，唱中華人民共和國國歌」後製消音成「全體起立，唱中華－民－－國國歌」，並把音樂替換成中華民國國歌，同時在北京人民大會堂大禮堂的背景布幕貼上中華民國國旗的圖。[21]

## 影響
- 2016年1月5日，綠黨社會民主黨聯盟舉辦記者會，現場播放中國國民黨競選影片《我是五年級生》的眼球中央電視台改編版本《一個中年，各自表述》，其用意為批評馬英九政府22K政策的失敗。[22][23]
- 2018年1月，中華電視公司（華視）新聞部經理莊豐嘉考量年輕人之間的知名度，希望開拓華視新聞不同收視層，延攬「視網膜」陳子見擔任《華視午間新聞》主播，以23歲成為華視開台以來最年輕黃金時段主播[24][25]。3月1日華視宣佈陳子見於3月5日擔綱午間12點《華視午間新聞》。陳子見播報《華視午間新聞》期間，堅持以民眾喜歡的議題為主，杜絕無聊的監視器、行車紀錄器畫面，加入國際新聞內容[26]。並要求新聞畫面不要有過多跑馬燈，播出背景也照他要求跟著改版[27]。

## 爭議
2021年5月24日，眼球中央電視台寫手林瑋豐被指出在PTT發表涉及反串的言論惹議。林瑋豐在24日中午在臉書發佈「PTT八卦板鼓吹移除或封鎖衛福部疾管署帳號」「深藍韓粉群組直接在這裡上演」的訊息。此文引發PTT鄉民不滿，反被鄉民查出他在PTT故意反串。為此他在臉書發文道歉，且他本人及眼球中央電視台先後證實他為此事件停職。林瑋豐曾任風傳媒記者，是民進黨網路社群中心副主任楊敏的丈夫。
眼球中央電視台的臉書粉絲專頁原本在24日17時35分慶祝YouTube頻道突破百萬訂閱，但發生此事後，訂閱再度回到百萬以下。5月24日晚間，眼球中央電視台緊急發出聲明強調，林瑋豐的個人言行不代表眼球中央電視台立場，眼球中央電視台所有腳本都是由團隊達成共識才能著手進行製作，絕無網路所說的不實臆測。5月25日，臺灣高等檢察署將林瑋豐案發交臺灣新北地方檢察署，指揮法務部調查局新北市調查處與內政部警政署刑事警察局「從速從嚴」偵辦。民進黨發言人顏若芳稱，「林姓網友」（林瑋豐）不是民進黨黨工，更不是受雇於民進黨。前民進黨立委郭正亮抨擊林瑋豐與楊敏，「這是連總統也被騙嗎？楊敏連主席都敢騙嗎？真是蟑螂窩」，並註明「歡迎媒體記者引述我的發言」。5月28日深夜，眼球中央電視台發布聲明：「本公司職員林瑋豐先生，因個人行為嚴重影響公司及頻道信譽，導致公司遭受波及、蒙受損失；本公司與林瑋豐先生即日起終止勞務關係，林瑋豐先生亦不會再參與眼球中央電視台所有內容製作。」

## 獎項紀錄
入圍
| 年分 | 獎項                    | 入圍影片 | 結果 |
| ---- | ----------------------- | --- | ---- |
| 2022 | 第4屆走鐘獎最佳戲劇獎   | 【除夕8點檔】落葉歸根 第111集 Ye’s Family EP111｜眼球中央電視台 feat. 黃大謙、千千進食中、木星小宇宙、又仁、Perry菜浿梨子、沒有營養的生活智慧王 | 入圍 |
| 2022 | 第4屆走鐘獎最佳紀錄片獎 | 【星期一現場】今天公祭明天忘記？ 彰化防疫旅館燒出行政缺失                                                                                       | 入圍 |
| 2022 | 第4屆走鐘獎最佳影響力獎 | 【星期一現場】今日烏克蘭 明日台灣？烏姊妹寄生華沙重拾第二人生 抗中必看的烏克蘭劇本                                                              | 入圍 |
| 2020 | 第2屆走鐘獎最佳配樂獎   | 【官媒出巡】覺醒音樂祭膜笛狂響 中華絲竹引韓粉暴動                                                                                               | 入圍 |
| 2020 | 第2屆走鐘獎最佳烙賽獎   | 【央視會客廳】面癱三人組同台亂語 面癱破功尖叫又吐水｜眼球中央電視台 ft. 黃大謙 沒有營養的生活智慧王                                             | 入圍 |
| 2020 | 第2屆走鐘獎最佳特效獎   | 【央視會客廳】面癱三人組同台亂語 面癱破功尖叫又吐水｜眼球中央電視台 ft. 黃大謙 沒有營養的生活智慧王                                             | 入圍 |

## 內部連結
- 台灣YouTube頻道訂閱人數排行榜

## 外部連結
- 眼球中央電視台的Facebook專頁
- YouTube上的眼球中央電視台頻道
- 眼球中央電視台的X（前Twitter）
- 眼球中央電視台的Instagram帳戶